# Asda

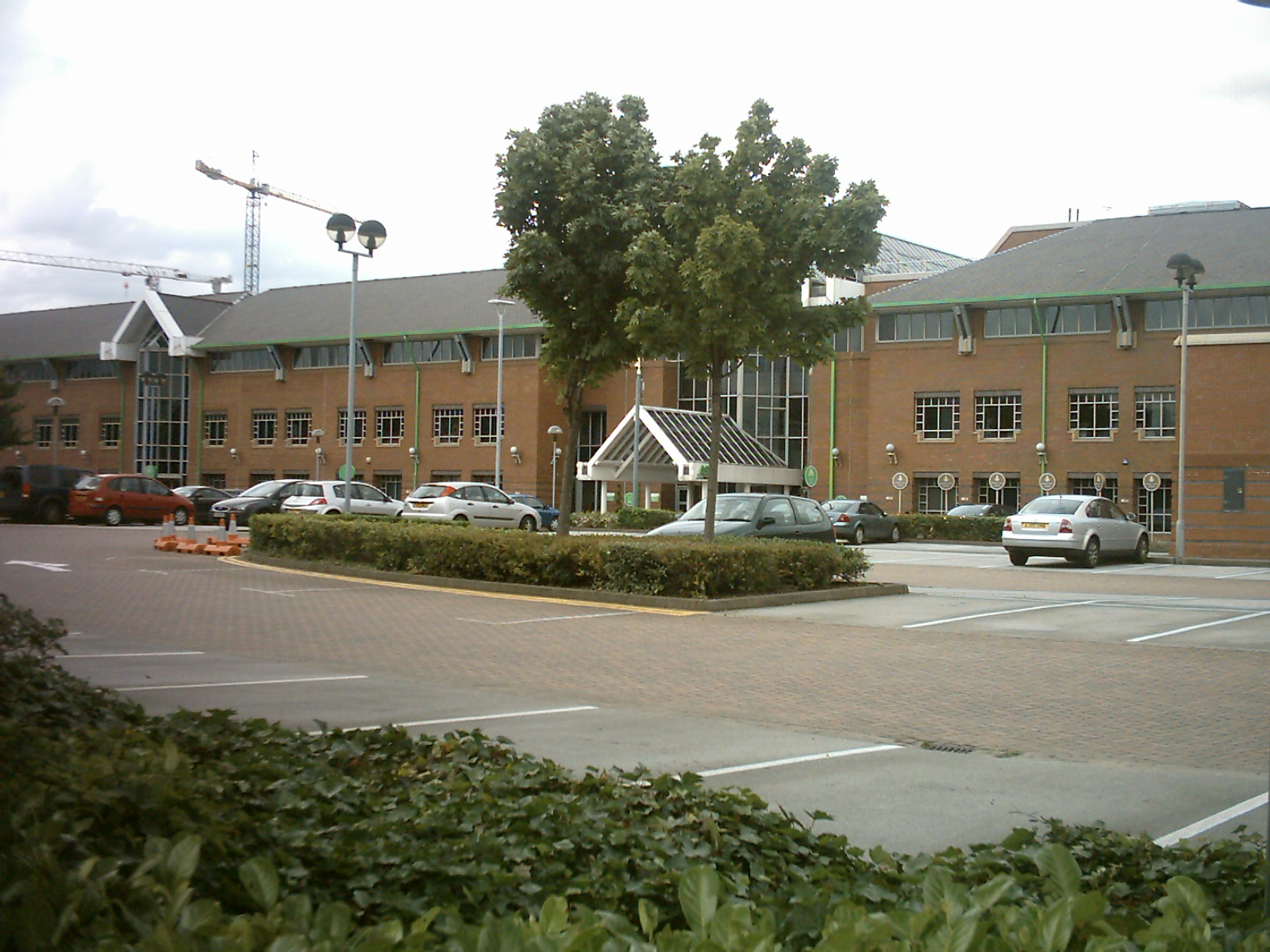
Asda House, Leeds.

Asda es una cadena de hipermercados británica, fundada en Leeds,  Yorkshire del Oeste (Inglaterra) Reino Unido en 1965. 
Es la tercera más importante del Reino Unido, detrás de Tesco y Sainsbury's. Forma parte del grupo estadounidense Walmart. En 2012 tenía 175.000 empleados y 568 establecimientos de venta en Reino Unido. Su facturación ese año alcanzó los 27.086 millones de euros.